# Peter Nunatak
Peter Nunatak är en nunatak i Antarktis. Den ligger i Västantarktis. Inget land gör anspråk på området. Toppen på Peter Nunatak är 2 440 meter över havet, eller 210 meter över den omgivande terrängen. Bredden vid basen är 2,0 km.
Terrängen runt Peter Nunatak är platt åt sydost, men åt nordväst är den kuperad. Trakten är obefolkad. Det finns inga samhällen i närheten.